# Handiaya
Handiaya là một thị xã và là một nagar panchayat của quận Sangrur thuộc bang Punjab, Ấn Độ.

## Nhân khẩu
Theo điều tra dân số năm 2001 của Ấn Độ, Handiaya có dân số 9725 người. Phái nam chiếm 54% tổng số dân và phái nữ chiếm 46%. Handiaya có tỷ lệ 50% biết đọc biết viết, thấp hơn tỷ lệ trung bình toàn quốc là 59,5%: tỷ lệ cho phái nam là 54%, và tỷ lệ cho phái nữ là 45%. Tại Handiaya, 16% dân số nhỏ hơn 6 tuổi.